# 阿拉善蝮
阿拉善蝮（学名：Gloydius cognatus），一种分布于中国西部地区的毒蛇，隶属于蝰科亚洲蝮属。

## 分类地位
本种原被认定为是西伯利亚蝮（Gloydius halys）的一个亚种。中国学者根据分子研究结果，认为中国境内的西伯利亚蝮不同亚种在系统发育树中不构成单系群，且彼此间线粒体基因遗传距离达到或高出该复合种中其他已知独立种间的距离。故建议将本种提升为独立种。2020年发布的《中国两栖、爬行动物更新名录》也将本种视为独立种。但是目前很多资料仍将本种视为西伯利亚蝮的一个亚种。

## 形态特征
阿拉善蝮体型细小，成体全长40～50厘米。身体底色多为乳白色至浅沙黄色，有2列黄褐色圆形斑。头枕部有一近似环形斑，在枕部围成心形或其他不规则浅色斑纹。眼后有较宽的黄褐色眉纹，眉纹上、下缘有明显的乳白色细条纹。

## 保护
本种于2023年被收录入《有重要生态、科学、社会价值的陆生野生动物名录》。